# Ypthima ceylonica
Ypthima ceylonica är en fjärilsart som beskrevs av William Chapman Hewitson 1864. Ypthima ceylonica ingår i släktet Ypthima och familjen praktfjärilar. Inga underarter finns listade i Catalogue of Life.

## Bildgalleri

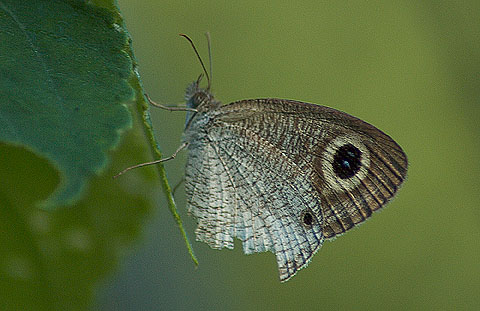
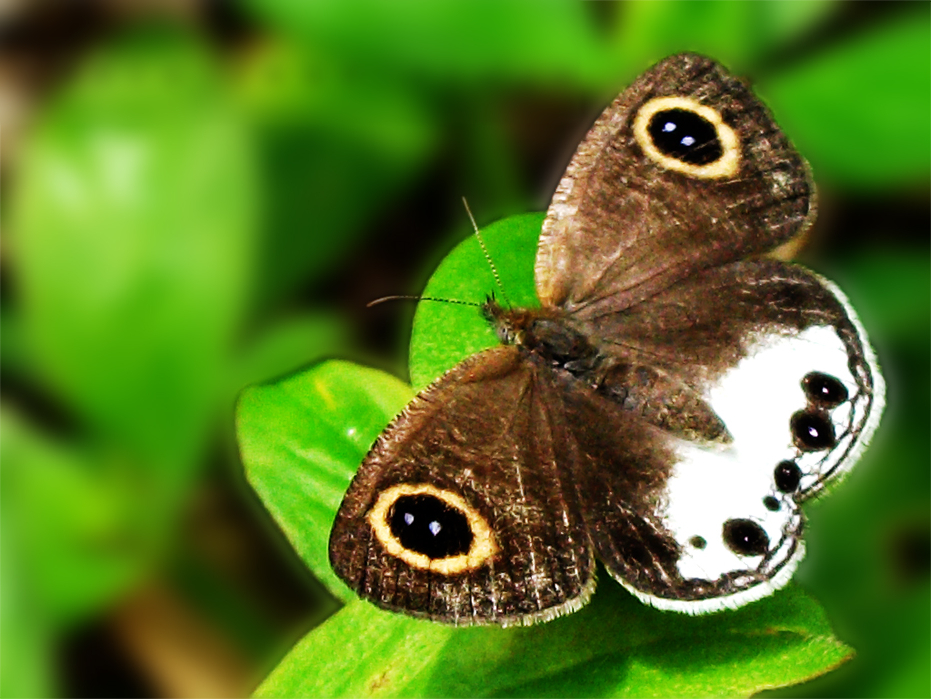
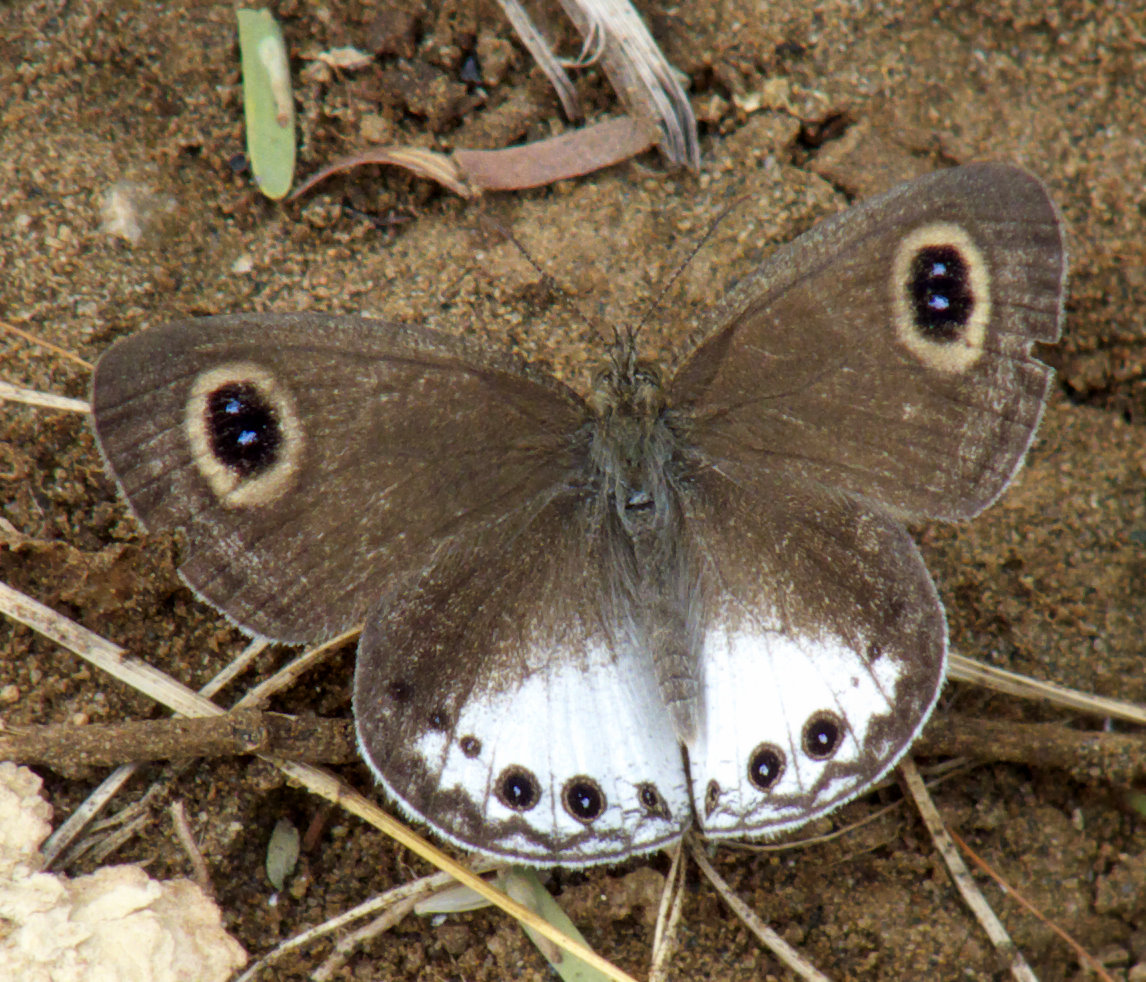